# Mozaikszók listája: C, Cs
Ezen a lapon a C és Cs betűvel kezdődő mozaikszók ábécé rend szerinti listája található. A kis- és nagybetűk nem különböznek a besorolás szempontjából.

## Lista: C
- CAD – Computer Aided Design (Számítógéppel segített tervezés)
- CAS – Court of Arbitration for Sport (Nemzetközi Sportdöntőbíróság)
- CBC Cross Border Cooperation (Határon Keresztüli együttműködés)
- CD – compact disc (kompaktlemez)
- CD-R – CD recordable (rögzíthető CD)
- CD-ROM – CD read-only memory
- CD-RW – CD rewritable (újraírható CD)
- CDU – Christlich Demokratische Union in Deutschlands – (Német) Kereszténydemokrata Unió
- CEDEFOP – Centre Européen pour le Développement de la Formation Professionelle (Európai Szakképzési Fejlesztési Központ)
- CFC – chloro-fluorocarbon (klorofluorokarbon)'
- CGA – Color Graphics Adapter
- CIA – Central Intelligence Agency (Központi Hírszerző Ügynökség)
- CIB – Central-European International Bank (Közép-európai Nemzetközi Bank, CIB Bank)
- CISC – Complete Instruction Set Computer (teljes utasításkészletű számítógép)
- CLI
  - Common Language Infrastructure (a Microsoft .NET közös köztes nyelvet biztosító modulja)
  - Command Line Interface (parancssoros felhasználói felület)
- CNBC – Consumer News and Business Channel
- CNG – Compressed Natural Gas (komprimált földgáz)
- CNN – Cable News Network
- COFF – Common Object File Format
- CPU – Central Processing Unit (központi vezérlő egység)
- CS – Counter-Strike (népszerű számítógépes játék)
- CSS – Cascading Style Sheets (stílus beállítására használt fájltípus)
- CSU – Christlich-Soziale Union in Bayern – Bajor Keresztényszociális Unió
- CT – Computertomograph
- CU – Control Unit (vezérlő egység)
- CARP – Common Address Redundancy Protocol (közös címredundancia-protokoll)
- CCCP – Союз Советских Социалистических Республик (Szovjetunió)

## Lista: Cs
- cséb – csoportos élet- és balesetbiztosítás